# Puț de apă

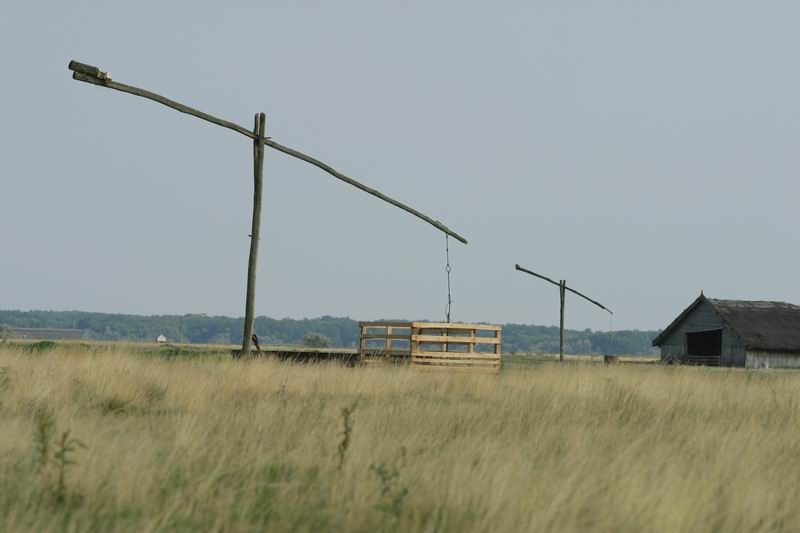
Puțuri cu cumpănă (Ungaria)

Puțurile de apă pot fi de două tipuri: puțuri de mică adâncime și puțuri de mare adâncime. În cazul celor dintâi apa poate fi obținută foarte ușor, dar impuritățile pot ajunge ușor în lichid astfel încât există un risc serios de contaminare. Pentru puțurile de adâncime mare nu există risc de contaminare, ele neavând impurități organice. 